# ジェフ・スピークマン
ジェフ・スピークマン(Jeff Speakman 1958年11月8日～)はアメリカ合衆国の俳優にして拳法武術に優れた武道家である。

## 若年期
イリノイ州シカゴで誕生したスピークマンは、高校時代に飛び板飛び込みの選手となりオール・アメリカ(All-America)の地位を獲得し、コーチをつけることなく幾つもの記録を破った。彼の決断力、自己規律力、および集中力は早い段階で確立された。ジョン・ハーシー高校(John Hersey High School)在学中に、奨学金が得られなかった彼は入学する大学の授業料を得るために働かなければならなかった。高校卒業の6年後、彼は心理学の学位と生物学の副専攻を取得してミズーリ・サザン・ステイト大学(Missouri Southern State College)からの卒業を果たした。
彼は、TV番組『燃えよ! カンフー』により武道に関心を持ち、アメリカン拳法(American Kenpo)の修行を彼の主要なインストラクターのラリー・テイタム(Larry Tatum)や、当システムの創設者であるエド・パーカーの下で何年も続けたと言う。そして1984年に、アメリカン拳法での初段黒帯を授与された。その後、他のインストラクターがついた彼は同拳法七段を得て、また 剛柔流空手スタイルを1978年から開始したグランドマスターのルー・エンジェル(Lou Angel)の下で学び始め、現在は七段黒帯を保持するに至った。

## 経歴
1988年から俳優業を始めた彼がアクション映画スターとなった1991年公開の主演映画『ザ・パーフェクト・ウェポン』(The Perfect Weapon)は、拳法の技術と人気映画の原則とを適応させた最もよく知られる例とされている。この作品に加え、彼は1993年の映画『ナイト・ハンター』(Street Knight)を同等に成功させ、他の好成績なアクション映画作品がこれに続いた。(下段のフィルモグラフィーを参照のこと)
彼は毎年、好評なトレーニング・キャンプ〔ジェフ・スピークマン国際拳法キャンプ〕をアメリカン拳法のために催し、今もなお映画に出演している。1994年に彼は世界格闘技栄誉殿堂(World Martial Arts Hall of Fame)に加えられた。2009年には彼の格闘技術の優秀さが認定され、シルヴァー・ライフ功労賞(Silver Life Achievement Award)を授与された場であるマスターズ栄誉殿堂(Masters Hall of Fame)に迎えられている。シニアグランドマスターであるエド・パーカー直伝のアメリカン拳法・前代ヴァージョンのハイブリッドとして彼はアメリカン拳法5.0を創造した。拳法5.0は路上での戦闘技術を持つ相手に対する防御方法となる寝技を含んだ拳法である。これは既存の4.0システムの戦闘モデルを完全に残した上で修正が加えられており、発展の余地のある拳法界においてアメリカン拳法を増加・普及へ向かわせるものと考えられている。

## フィルモグラフィー
- 『サイド・ローズ』 (Side Roads) 1988年
- 『スローターハウス・ロック』 (Slaughterhouse Rock) 1988年・端役
- 『ライオンハート』 (Lionheart) 1990年・端役
- 『パーフェクト・ウェポン』 1991年
- 『ナイト・ハンター』 1993年
- 『エキスパート』 (The Expert) 1995年
- 『デッドリー・アウトブレイク』 (Deadly Outbreak) 1996年
- 『タイムロック』 (Timelock) 1996年
- 『スコルピオ・ワン』 (Scorpio One) 1997年
- 『ファイナル・デシジョン』 (Plato's Run) 1997年
- 『メモリアル・デイ』 (Memorial Day) 1998年
- 『アトランティスからの脱出』 (Escape from Atlantis) 1998年
- 『シークレット・プラン』 (Land of the Free) 1998年
- 『ホット・ボーイズ』 (Hot Boyz) 1999年
- 『ランニング・レッド』 (Running Red) 1999年 (エグゼクティヴ・プロデューサー 兼任)
- 『ブレード・オブ・ザ・サン』 2001年・未公開
- 『死霊の館 2005』 (Night Terror) 2002年
- 『ストライク・ダウン』 (The Gunman) 2004年
- 『ブラッドラインズ』 (Bloodlines) 2006年

## References
1. ↑  http://www.usadojo.com/biographies/jeff-speakman.htm